# Azepin
Az azepin telítetlen, 6 szén- és egy nitrogénatomból álló heterogyűrűs vegyület. A neve a Hantzsch–Widman-nevezéktan szerint képződött.

## Fordítás
- Ez a szócikk részben vagy egészben  az   Azepine című angol Wikipédia-szócikk fordításán alapul.  Az eredeti cikk szerkesztőit annak laptörténete sorolja fel. Ez a jelzés csupán a megfogalmazás eredetét és a szerzői jogokat jelzi, nem szolgál a cikkben szereplő információk forrásmegjelöléseként.